# Франсуа Лавуає
Франсуа Лавуає (фр. François Lavoie, нар. 27 лютого 1993) — канадський спортсмен з міста Квебек, що виступає у змаганнях з боулінгу.
Чемпіон Всесвітніх ігор 2017.